# Sàldids
Els sàldids (Saldidae) són una família d'insectes de l'ordre dels heteròpters. Són de mida petita i forma ovalada, de colors foscs i amb taques clares més o menys grosses, ulls grossos i potes posteriors adaptades al salt. Inclou unes 200 espècies d'hàbits depredadors que viuen en llocs humits, on es desenvolupen amb una gran agilitat. El gènere principal és Salda. Normalment se'ls troba a prop de la costa o en els creixements marginals prop de l'aigua. Poden fugir saltant o prenent el vol.

## Taxonomia
La família Saldidae inclou tres subfamílies:
- Subfamília Chiloxanthinae Cobben, 1959
- Subfamília Saldinae Amyot et Serville, 1843
- Subfamília Saldoninae Popov, 1973